# 아너루드 주그노트

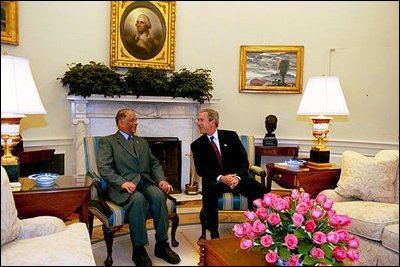
부시 대통령과 함께 있는 아너루드 주그노트

아너루드 주그노트(अनिरुद्ध जगन्नाथ, KCMG, QC, GCSK, PC, LLB, GOLH, GOP, ORS, 1930년 3월 29일 ~ 2021년 6월 3일)는 모리셔스의 정치인이다. 2003년부터 2012년까지 모리셔스의 대통령을 지냈다. 1930년 영국령 모리셔스, 바코아스-피닉스에서 태어났다. 팔마 초등학교와 리젠트 대학에서 수학하였다. 뉴 이튼 대학에서 상당한 시간동안 교편을 잡았으며 그 후 법무부에서 일하다 사법부로 이직하였다. 1951년에 법을 공부하기 위해 영국으로 유학을 갔다.